# Dragon Ball GT
Dragon Ball GT (ドラゴンボールGT?, Doragon Bōru Jī Tī) è una serie televisiva anime di Dragon Ball. Visto il grande successo del fumetto e delle serie animate Dragon Ball e Dragon Ball Z da esso tratte, la Toei Animation decise di creare un nuovo anime con una storia originale, sviluppando un seguito agli eventi del manga di Akira Toriyama.
La storia ha inizio cinque anni dopo il 28º Torneo Tenkaichi, durante il quale Goku aveva preso Ub come suo allievo. Goku, a causa di un desiderio accidentale di Pilaf, torna bambino. Nel corso del successivo anno Goku è costretto a viaggiare nell'universo insieme a Trunks e Pan, per poi dovere salvare la Terra da Baby, Super C-17 e i draghi malvagi.
Toriyama, che ha dato il titolo alla serie, ha dichiarato che la sigla "GT" sta per "Grand Tour", in riferimento al viaggio nell'universo alla ricerca delle sfere del drago, che funge da incipit all'intera serie.

## Trama
A causa di un desiderio sbagliato di Pilaf, che evoca un nuovo drago con le sfere del drago dalla stella nera, Son Goku torna bambino e le sfere si spargono in tutto l'universo. Il re Kaioh informa Goku che se le sfere non verranno radunate entro un anno dal desiderio la Terra esploderà. Così Goku, Son Goten e Trunks decidono di partire alla loro ricerca, con Pan che prende all'ultimo il posto di Goten. Dopo varie peripezie nell'universo i tre incontrano il robot Gil, che ha preso il posto del Dragon Radar, e radunano tutte le sfere. Quando Goku, Trunks e Pan fanno ritorno a casa scoprono che Baby, un nemico appartenente alla razza Tsufuru incontrato durante il viaggio, è arrivato sulla Terra e ha preso possesso del corpo di Vegeta. Solo raggiungendo il livello di Super Saiyan 4, grazie alla trasformazione in Scimmione dorato, Goku riesce a sconfiggere l'avversario e salvare Vegeta.
Intanto all'inferno il Dottor Gelo e il Dottor Mieu — il malefico scienziato che ha creato Baby — aprono uno squarcio tra il mondo degli inferi e il mondo dei vivi e costruiscono una copia artificiale di C-17 che, fondendosi con quello della Terra, crea Super C-17. Goten, Trunks, Pan, Ub, Gohan e Vegeta sconfiggono tutti i vecchi nemici che erano scesi dal varco, ma non possono nulla contro il cyborg. Goku, dopo avere sconfitto Freezer e Cell e avere assistito alla morte del Dr. Gelo e del Dr. Mieu, riesce a distruggere Super C-17 con il Pugno del Drago e grazie all'aiuto di C-18, infuriata per l'uccisione del marito Crilin da parte del fratello.
A causa dei troppi desideri espressi nel tempo le sfere del drago si sono corrotte e, al momento di evocare il drago Shenron, compare al suo posto un drago blu che poi si divide in sette draghi malvagi. Goku e Pan sconfiggono con facilità i primi quattro, mentre Suu Shenron e San Shenron riescono a tenere testa a Goku Super Saiyan 4 e vengono annientati solo con grande sforzo. Per ultimo fa la sua apparizione Li Shenron, il più potente dei sette draghi, che sconfigge perfino Goku e Vegeta. L'unico a superare in potenza il drago è Gogeta Super Saiyan 4: il risultato della fusione tra i due potenti Saiyan. Al termine della fusione Goku viene sconfitto per proteggere la Terra e a Vegeta viene perforata una spalla dal drago malefico in un disperato ultimo tentativo di attacco. Goku raccoglie allora l'energia di tutti gli abitanti dell'universo in una Genkidama, disintegrando finalmente Li Shenron. Poco dopo appare il drago Shenron originale che prende con sé Goku e torna in cielo, apparentemente fondendosi con esso.
Cento anni dopo Goku Jr. e Vegeta Jr. (discendenti di Goku e Vegeta) si affrontano nella finale del 64º Torneo Tenkaichi sotto lo sguardo di un'anziana Pan, la quale riconosce un Goku adulto in mezzo agli spettatori. Pan cerca allora di raggiungerlo, ma Goku scompare tra la folla e poi vola via sulla sua nuvola d'oro.

## Personaggi
Gran parte dei protagonisti delle precedenti serie sono ricomparsi anche in Dragon Ball GT, ma i guerrieri più attivi all'inizio sono solo Goku, tornato bambino a causa di un desiderio espresso con le sfere del drago dalla stella nera, Pan e Trunks.
Tra i nuovi personaggi introdotti nella serie vi sono: Red Shenron, il nuovo drago evocato dall'unione delle sette sfere del drago con le stelle nere, dal potere di esaudire un desiderio; il robottino Gil che aiuta Goku e i suoi amici a localizzare le sfere del drago; le macchine mutanti del pianeta M-2 costruite dal Dottor Mieu, tra cui il Generale Lilde; la Squadra Sigma e Baby, uno Tsufuru intenzionato a vendicarsi dei Saiyan, nonché l'antagonista del primo arco narrativo della serie. Viene sconfitto, ucciso dai raggi solari e distrutto insieme alla sua astronave dalla Kamehameha lanciata da Goku nella forma di Super Saiyan 4. Super C-17 è la fusione tra la versione completamente robotica di C-17 e il suo originale, nonché l'antagonista del secondo arco narrativo della serie. Viene sconfitto dal Pugno del Drago e poi ucciso dalla Kamehameha lanciata da Goku dopo essere stato aiutato da C-18 infuriata per la morte di Crilin, ucciso dal C-17 originale. I draghi malvagi, nati dalle energie negative delle sfere del drago, sono invece gli antagonisti dell'ultimo arco narrativo della serie.
Dragon Ball GT, inoltre, ripropone anche antagonisti apparsi nel manga e nelle due serie anime precedenti. Durante l'arco di Super C-17, per esempio, Nappa, Freezer, Cell, il Dottor Gelo, l'esercito del Red Ribbon e altri evadono dagli inferi per vendicarsi di Goku e compagni, ma verranno nuovamente sconfitti. Altri personaggi, come Tenshinhan, Jiaozi, Yajirobei e Yamcha, che erano stati tra i più attivi nel manga, in GT fanno soltanto brevi camei non avendo però mai ruoli rilevanti.

## Produzione
Il progetto Dragon Ball GT venne ideato interamente dalla Toei Animation e dal Bird Studio di Akira Toriyama, creatore del manga originale. A contraddistinguere questa serie dalle prime vi fu il cambio dello stile grafico, che portò a delle differenze molto marcate nello stile di disegno, nei colori e nelle musiche adottate. Alla regia venne scelto Osamu Kasai, la composizione della serie fu affidata ad Aya Matsui, mentre il character design fu progettato principalmente da Katsuyoshi Nakatsuru, che collaborò anche alla creazione di diversi storyboard, poi utilizzati sia nella serie che nella sigla finale. Della composizione delle colonne sonore si occupò Akihito Tokunaga, che prese il posto del celebre Shunsuke Kikuchi, che si era occupato delle musiche nelle prime due serie. Il character design, le ambientazioni e gli oggetti della serie, come la navicella dei protagonisti per partire per lo spazio, furono realizzate da Akira Toriyama in persona. Anche le lettere "GT" del titolo furono disegnate da Toriyama, mentre gli altri autori pensavano ad alternative come "21", "Z2", "WW" (Wonder World) e "G-UP" (Growing Up). Toriyama disegnò il logo nel dicembre 1995.

I personaggi principali di Dragon Ball GT: da destra Goku, Trunks e Pan

Per realizzare la nuova serie era necessario, innanzitutto, una trama in grado di appassionare i fan del manga e delle precedenti serie animate. Secondo lo staff creativo la storia di Dragon Ball ruotava sulla crescita del protagonista Goku e per questo si decise di concentrare la terza serie nuovamente su quest'ultimo. Tuttavia gli autori capirono che Goku era diventato troppo forte e anziano per continuare a parlare della sua crescita, perciò decisero di farlo tornare bambino e indebolirlo. Essendo difficile trovare dei nemici sulla Terra in grado di rivaleggiare con Goku, le avventure del protagonista vennero spostate nello spazio e venne creato come nemico principale il parassita Baby. La Toei Animation era indecisa su chi scegliere come compagni di viaggio di Goku nel corso della terza serie e, alla fine, la scelta ricadde su Trunks e Pan. Il primo poiché è "forte come Vegeta e intelligente come Bulma", mentre la seconda poiché è "la nipote sia di Goku che di Satan" e, secondo gli autori, era un elemento interessante da approfondire. Al trio venne aggiunto come espediente comico il robottino Gil; durante la fase di produzione antecedente all'inizio della trasmissione questo personaggio era ancora senza nome, allora Toriyama gli affibbiò il nomignolo di Ojama Robot, ovvero "Robot che disturba". Il personaggio di Vegeta venne riproposto con i baffi e un taglio di capelli più corto. Nel prosieguo della storia decide però di tagliarsi i baffi sotto esortazione della figlia Bra. Secondo alcune indiscrezioni mai confermate un ragazzo imparentato con Toriyama avrebbe detto che Vegeta sarebbe stato meglio senza baffi e, dopo avere sentito questa frase, lo staff decise di togliere i peli facciali al personaggio.
Tutti gli antagonisti di Dragon Ball GT hanno un'origine precedente alla storia di Dragon Ball. Gli autori, infatti, pensarono fosse una buona scelta sviluppare maggiormente degli antagonisti presenti in storie minori, piuttosto che inventarne dei nuovi. Nel caso di Baby, per esempio, egli fa riferimento al popolo degli Tsufuru, citato per la prima volta nell'episodio 20 di Dragon Ball Z, mentre Super C-17 ripropone ancora i cyborg del Red Ribbon. Nel caso dei draghi malvagi, invece, questi personaggi fanno riferimento alle sfere del drago, l'elemento fulcro dell'intera storia di Dragon Ball. Gli autori, infatti, volevano che il pubblico si rendesse conto delle sfere del drago grazie alla comparsa di nuovi nemici, appunto i sette draghi malvagi. Per contrastare dei nemici così forti, inoltre, lo staff decise di proporre al pubblico un nuovo stadio di Super Saiyan, che avrebbe superato i precedenti: il Super Saiyan 4. Per distinguerlo dai precedenti stadi gli autori di GT decisero di dare a quest'ultimo stadio un aspetto molto più selvatico. Il disegno del Super Saiyan 4 venne completato appena cinque mesi prima dell'inizio della trasmissione della serie.

## Media

### Anime
Originariamente la serie doveva concludersi con l'arco di Baby, ma poi gli autori decisero di aumentare il numero degli episodi della serie da 40 a 64. I 64 episodi vennero trasmessi in Giappone poco dopo la conclusione di Dragon Ball Z, su Fuji TV a partire dal 7 febbraio 1996, per poi concludersi il 19 novembre 1997.

#### Edizione italiana

Copertina del primo VHS dell'edizione Deluxe Collection a cura della Dynamic Italia e De Agostini

In Italia è andato in onda su Italia 1 subito dopo la conclusione di Dragon Ball Z, a partire da giovedì 5 aprile 2001. Le puntate venivano trasmesse a cadenza giornaliera, dal lunedì al venerdì. Per due mesi andarono in onda i primi due archi narrativi, composti in totale da 47 episodi, per poi sospendere la programmazione in estate. La messa in onda riprese dall'inizio il 20 agosto 2001: le repliche e le prime cinque puntate inedite furono trasmesse con la stessa frequenza di prima, mentre gli ultimi dodici episodi contemplarono una suddivisione di due a settimana, il martedì e il giovedì. Dragon Ball GT è stato poi negli anni replicato più volte da Italia 1, sull'ora dismesso canale satellitare di Sky Italia Teen Television dal 1º dicembre 2003, su Hiro, canale a pagamento di Mediaset Premium, a partire dall'8 dicembre 2008 e infine su Italia 2, dal 25 novembre 2014. L'edizione Mediaset è stata doppiata nello studio Merak Film di Milano, con la traduzione affidata alla C.I.T.I e i dialoghi di Tullia Piredda e Manuela Scaglione. Della direzione del doppiaggio si è occupato Paolo Torrisi, che è anche la voce di Goku adulto. Il doppiatore di C-17 non è lo stesso di Dragon Ball Z per evitare la presenza di due personaggi con la stessa voce: Patrizio Prata, che aveva doppiato il cyborg nella serie precedente, infatti era stato già assegnato a Goten negli episodi finali della serie Z, per cui in questa serie C-17 è doppiato da Gabriele Calindri, mentre il suo clone ha la voce di Paolo Sesana. Prata tornerà a doppiare il personaggio nella serie Dragon Ball Super.
La versione italiana di Dragon Ball GT trasmessa su Italia 1 presenta il cambio delle sigle originali giapponesi, che sono state sostituite con la sigla di Giorgio Vanni sia all'apertura che alla chiusura dell'episodio. Come nelle precedenti serie sono stati rimossi nomi e riferimenti alla cucina e alla cultura nipponica ed è stato effettuato un doppiaggio "alleggerito", dove, per esempio, parole come "morire", "uccidere" e "ammazzare" sono sostituite da sinonimi e locuzioni quali "fare fuori", "distruggere" o "spedire all'altro mondo". Nel resto della serie non ci sono invece censure video, fatta eccezione per la rimozione degli eyecatch. I nomi dei personaggi sono quasi tutti originali, fatta eccezione per Valese, la ragazza di Goten, che in originale si chiama Palace (パレス?, Paresu), e i personaggi a cui era stato cambiato il nome nella prima serie Dragon Ball, come Piccolo diventato Junior. Anche le tecniche hanno ricevuto traduzioni approssimative o distaccate e addirittura a volte cambiate durante l'arco degli episodi. Per esempio la nuova tecnica di Vegeta, il Final Shine Attack, è stato tradotto in diversi modi: Raggio Lucente Finale, Attacco Finale e Lampo Finale.
Il finale, sempre tagliato nella versione italiana dell'anime sia per quanto riguarda le trasmissioni in televisione sia per quanto concerne l'edizione home video in videocassetta, è stato invece mantenuto nei DVD prodotti da Yamato Video e distribuiti anche da De Agostini, insieme alle anticipazioni di tutte le puntate, ma con audio giapponese e sottotitoli in italiano poiché trattasi di scene mai doppiate. Il finale completo è stato trasmesso per la prima volta, insieme alla sigla originale della serie, il 20 gennaio 2021 su Italia 2 in prima serata al termine della replica dell'ultimo episodio, dove le parti inedite sono state doppiate da Massimo Triggiani.
È l'ultima serie in cui, nell'edizione italiana, Goku e Freezer sono doppiati dalle loro voci storiche, Paolo Torrisi e Gianfranco Gamba; a causa della loro prematura scomparsa nel 2005 e nel 2004, saranno sostituiti da Claudio Moneta e Federico Zanandrea dalla successiva serie.

#### Edizione statunitense
L'adattamento statunitense di Dragon Ball GT è andato in onda su Cartoon Network dal 7 novembre 2003 al 9 aprile 2005 in un'edizione radicalmente alterata. La Funimation Entertainment decise infatti di tagliare i primi 16 episodi della serie, l'arco delle Sfere del Drago dalle stelle nere, e di sostituirli con una singola puntata prodotta appositamente, che riassume gli eventi dell'arco. I produttori dell'adattamento hanno motivato questa scelta come un tentativo di preservare i telespettatori dal tono leggero e scherzoso dei primi episodi e di immergerli direttamente negli scontri che caratterizzano il resto della serie. La Funimation registrò inoltre una nuova colonna sonora, prodotta da Mark Menza, e sostituì le sigle di apertura e di chiusura con delle versioni in inglese in stile rap che si discostano parecchio dalle versioni originali. In questa edizione fu inoltre cambiata la collocazione temporale della serie, ambientandola non cinque anni dopo lo Z, bensì dieci.
L'edizione home video è stata pubblicata su VHS e DVD dall'aprile 2003 e contiene sia la versione modificata che quella originale a iniziare dall'episodio 17. I primi 16 episodi della serie sono stati raccolti in cinque volumi, chiamati "Lost Episodes", e pubblicati tra luglio 2004 e febbraio 2005. Due anni dopo la Funimation ha iniziato una nuova pubblicazione della serie in DVD, mettendo stavolta gli episodi nel giusto ordine cronologico. Il primo box è uscito il 9 dicembre 2008, mentre il secondo è stato distribuito dal 10 febbraio 2009. Il 21 settembre 2010 è stato invece pubblicata la serie completa, raccolta in un cofanetto unico.

#### Musiche

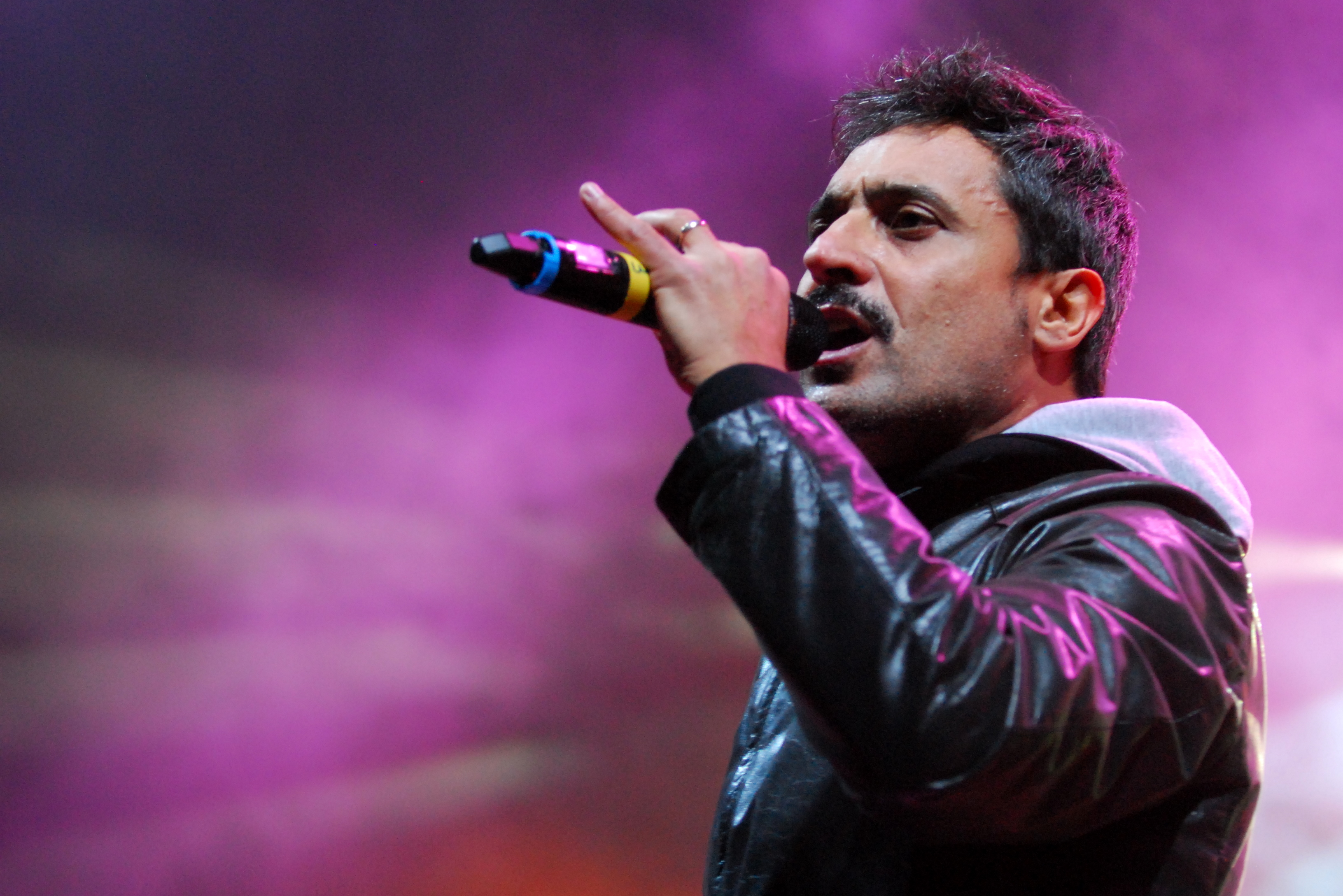
Giorgio Vanni ha cantato la sigla italiana della serie.

Le musiche di Dragon Ball GT sono state composte da Akihito Tokunaga. La serie usa come opening per tutte e 64 le puntate Dan dan kokoro hikareteku (DAN DAN 心魅かれてく?), cantata dalla band j-pop Field of View. La prima sigla di chiusura è stata Hitorijanai (ひとりじゃない?), cantata dai Deen e trasmessa in Giappone dall'episodio 1 al 26. A partire dall'episodio 27 la serie ha adottato la canzone di Zard Don't You See! come ending. La puntata 42 segna il cambio di sigla successivo, a partire dal quale viene usata Blue Velvet, cantata da Shizuka Kudo. Sabitsuita machine gun de ima o uchinukō (錆びついたマシンガンで今を撃ち抜こう?), cantata dal gruppo Wands, è presentata nell'episodio 51 ed è stata usata come sigla di chiusura per i restanti episodi, tranne che per l'ultimo, che utilizza la sigla di apertura.
Nelle trasmissioni televisive italiane i temi giapponesi sono stati sostituiti dalla sigla Dragon Ball GT, cantata da Giorgio Vanni, mentre per le immagini sono state usate scene prese da alcuni episodi e altre prese proprio dalle sigle originali. Nella trasmissione dei primi episodi, nel 2001, la sigla iniziale e quella finale erano nella classica versione da due minuti; successivamente, con la seconda tranche di episodi nello stesso anno, per la sola sigla di apertura è stata utilizzata la versione completa da quasi tre minuti. Infine per le repliche a partire dal 2007 la sigla iniziale è stata tagliata alla durata di un minuto, mentre quella finale non è stata toccata ed è stata sempre mantenuta nella versione da due minuti.

### Special
Come seguito di Dragon Ball GT è stato prodotto uno special TV intitolato Gokū gaiden! Yūki no akashi wa sūshinchū (悟空外伝! 勇気の証しは四星球? lett. "La biografia di Goku! La prova di coraggio e la sfera con 4 stelle"), spesso abbreviato semplicemente in Goku Gaiden. È stato trasmesso in Giappone da Fuji TV il 26 marzo 1997 tra l'episodio 41 e il 42. Ambientato 100 anni dopo l'uccisione di Baby, esso riprende gli avvenimenti precedenti al Torneo Tenkaichi dell'ultimo episodio della serie. Pan, ormai anziana, ha un nipote che è uguale a Goku, da questo il nome Goku Jr., che dovrà dimostrare che in lui c'è ancora sangue Saiyan.
Lo speciale è stato trasmesso per la prima volta in Italia il 24 dicembre 2003 su Italia 1, con il titolo Dragon Ball GT: L'ultima battaglia, subito dopo la conclusione di Dragon Ball - La saga. Edito sempre da Mediaset, questa è stata l'ultima volta in cui il doppiatore Paolo Torrisi ha prestato la voce alla versione adulta di Goku prima della sua scomparsa.

### Altre opere derivate

Copertina del secondo volume dell'edizione italiana edita da Star Comics

Esistono due guide ufficiali dedicate a Dragon Ball GT, intitolate Dragon Ball GT Perfect Files e pubblicate in Giappone il 24 maggio e il 17 dicembre 1997 da Shūeisha. Esse includono informazioni aggiuntive sulla serie, illustrazioni, interviste e vari extra. Le copie dei due volumi sono state esaurite per molti anni, fino a quando nell'aprile 2006 furono ristampate e queste nuove edizioni sono tuttora in commercio. In Italia le due guide sono state pubblicate da Star Comics all'interno della testata Anime Comics il 3 novembre e il 3 dicembre 2002.
Un anime comic derivato dalla serie televisiva ha iniziato la serializzazione nell'edizione di gennaio 2014 della rivista di Shūeisha Saikyō Jump, pubblicata il 4 dicembre 2013. Nel giugno del 2019 è stata annunciata la ripresa della pubblicazione dell'anime comic, che è ripartita adattando il primo arco narrativo della serie.

## Accoglienza
La serie animata Dragon Ball GT, rispetto alle precedenti due, ha ricevuto numerose critiche negative, rafforzate anche dal fatto che questo seguito non è stato né tratto dal manga originale di Akira Toriyama, né creato direttamente dall'autore, ma dallo staff dell'anime. Il sito IGN ha definito Dragon Ball GT "decisamente repellente" e l'ha accusato di avere rovinato i personaggi principali, come per esempio Vegeta e Trunks, definiti "goffi" rispetto alle precedenti serie. La critica non ha risparmiato neanche la trama, a cui è stato rimproverato di fare uso di una formula già mostrata nelle serie precedenti. Anime News Network, tuttavia, lo ha descritto come "un viaggio piacevole, se non preso seriamente". Jonathan Clements e Helen McCarthy hanno scritto nella loro enciclopedia The Anime Encyclopedia, Revised & Expanded Edition: A Guide to Japanese Animation Since 1917, che "la nuova serie sembra avere perso la sua magia". Tim Jones di T.H.E.M. Anime gli ha assegnato una stella su cinque. Nonostante riconosca agli sviluppatori il merito di avere migliorato la grafica e la colonna sonora, ha criticato il design dei personaggi e la scelta di ridurre il cast originale a dei meri camei e ha definito l'umorismo come "forzato". Akira Toriyama, l'autore del manga Dragon Ball, ha invece dichiarato di avere apprezzato l'adattamento animato e di ritenere che la Toei abbia fatto un buon lavoro.
L'anime ha comunque riscontrato un grande successo in termini di vendite e audience. Anche in Italia, infatti, gli ascolti della serie GT sono stati paragonabili a quelli di Dragon Ball Z e di gran lunga superiori alla prima serie animata, che gli hanno consentito numerose repliche e il piazzamento all'ora di pranzo di Italia 1. Oltre a questo, pur essendo pochi i titoli dedicati esclusivamente a Dragon Ball GT nel franchise dei videogiochi dedicati alla serie, i suoi personaggi e trasformazioni sono stati ripresi da un gran numero di giochi di Dragon Ball Z, come per esempio la serie Budokai Tenkaichi.

## Collocazione nel franchise diDragon Ball
Nel corso degli anni sono stati prodotti diversi film, special e remake riguardo alla saga di Dragon Ball, sempre ambientati prima degli eventi di GT. Nell'episodio 55, Ti raggiungerò, Kaarot!, Vegeta e Bulma parlano dell'amplificatore di Onde Bluetz e accennano a un possibile Super Saiyan 5, livello mai apparso nella serie regolare. Questo fatto, congiunto all'attaccamento dei fan alla serie, ha portato molti a speculare su un possibile proseguimento della serie di Dragon Ball, come Dragon Ball AF, speculazioni sempre ufficialmente smentite dalla Toei Animation e dallo stesso Akira Toriyama.
A seguito della conclusione della serie celebrativa Dragon Ball Kai, in Giappone dal 5 luglio 2015 è andata in onda una nuova serie animata prodotta dalla Toei Animation la quale ha visto un maggiore coinvolgimento di Akira Toriyama: Dragon Ball Super, ambientata durante i 10 anni che intercorrono fra la sconfitta di Majin Bu e la fine di Dragon Ball Z, rinarrando e rielaborando anche gli eventi dei film Dragon Ball Z: La battaglia degli dei e Dragon Ball Z: La resurrezione di 'F'.